# Jamrose
Jamrose – polska grupa muzyczna założona w 1993 roku.
Zespół powstał w 1993 roku, a pierwszy skład tworzyli Maciej Jamroz (znany z zespołu Top One) i Rafał Bielski, których wokalnie wspomagała Kasia Lesing. Jamrose jako jedna z pierwszych polskich grup muzycznych, wykonywała w Polsce muzykę techno. Pierwszy utwór promujący płytę "Techno Machine" nosił tytuł "Master Plan". Teksty w języku angielskim pisał Mark Śledziewski, a w języku polskim Janusz Kondratowicz.
Najbardziej znane utwory z ich płyt to, "Funk Machine", "Pusher Man", "Dig of the sound to the underground", "Do The Dance" ,"Posse Boy", "Evolution Dance", "Let me love you" i "Bimbo". Największym sukcesem zespołu jest wydanie singli "Master Plan", "Funk Machine" oraz "Do the Dance" przez włoską wytwórnię Disco Magic 
Zespół z utworem "Funk Machine" zaprezentował się na festiwalu w Sopocie w roku 1993.
Zespół zakończył działalność w 1996 roku, a Rafał Bielski odszedł od muzyki.
W kwietniu 2015 roku doszło do reaktywacji zespołu, a w jego skład weszli Maciej Jamroz i Kasia Lesing. 6 marca 2016 r. na łamach YouTube ukazał się teledysk do utworu "Zamienię w perły".

## Dyskografia
- Jamrose (1993, Discomagic Records)[4]
- Techno Machine (1993, Caston)[5]
- Do The Dance / Do You Wanna Stay (1994, Discomagic Records)[6]
- 100% (1995, ESKA Records)[7]